# (8092) 1992 DC10
A (8092) 1992 DC10 a Naprendszer kisbolygóövében található aszteroida. Az UESAC program keretében fedezték fel 1992. február 29-én.